# Parappur
Parappur es una ciudad censal situada en el distrito de Malappuram en el estado de Kerala (India). Su población es de 36270 habitantes (2011). Se encuentra a 11 km de Malappuram y a 39 km de Kozhikode.

## Demografía
Según el censo de 2011 la población de Parappur era de 36270 habitantes, de los cuales 16975 eran hombres y 19295 eran mujeres. Parappur tiene una tasa media de alfabetización del 94,50%, superior a la media estatal del 94%. la alfabetización masculina es del 96,65%, y la alfabetización femenina del 92,66%.